# Solenopsis castor
Solenopsis castor é uma espécie de formiga do gênero Solenopsis, pertencente à subfamília Myrmicinae.